# Hakim Ouro-Sama
Hakim Ouro-Sama (né le 28 décembre 1997 à Agbodrafo au Togo) est un joueur de football international togolais.

## Biographie

### Carrière en club
Hakim Ouro-Sama est formé au Liberty Sport Académie d'Agbodrafo puis il rejoint, en 2016, l'AS Togo-Port de Lomé. Il y remporte le championnat du Togo ainsi que la coupe du Togo en 2017. Il participe la saison suivante à la Ligue des champions de la CAF.
Le 4 juillet 2018, il s'engage pour cinq ans avec le LOSC Lille. Après une saison passée avec la réserve du club nordiste, il est prêté à l'été 2019 au club portugais du Belenenses SAD.

### Carrière en sélection
Il reçoit sa première sélection en équipe du Togo le 4 octobre 2016, en amical contre l'Ouganda (victoire 1-0).
Il participe avec le Togo à la Coupe d'Afrique des nations 2017 organisée au Gabon.